# Derk Wildeboer (militair)
Derk Wildeboer, alias Bill, (Groningen, 28 mei 1903 - Utrecht, 20 november 1956) was een Nederlandse militair en verzetsstrijder. Hij was commandant van de Binnenlandse Strijdkrachten in Ede.

## Levensloop
Wildeboer wilde graag met paarden werken en kwam daarom op 17-jarige leeftijd vanuit Groningen naar Ede. Daar nam hij dienst bij de Bereden Artillerie.  Later kreeg hij een aanstelling bij de School voor Reserve-Officieren der Bereden Artillerie (SROBA). In de meidagen van 1940 was hij in Haarlem ondergerbacht. Door de snelle Nederlandse overgave kwam hij niet in actie. Wildeboer begon een paardentram in Ede, nadat hij officieel uit militaire dienst was ontslagen. De dienst bleek echter niet winstgevend, waardoor de paardentram na verloop van tijd weer uit het straatbeeld verdween.

### Verzetswerk
Al vroeg in de oorlog raakte Wildeboer betrokken bij het verzet. In 1940 kwam hij in contact met de Ordedienst en begon Duitse troepenbewegingen in kaart te brengen. Hij hoorde arbeiders uit die op vliegveld Deelen werkten en probeerde zo een plattegrond van het vliegveld te maken. Hij had echter geen mogelijkheden - zoals bijna iedereen in de begindagen van de oorlog - om de gegevens naar Engeland te krijgen. In augustus 1941 verleende hij onderdak aan een Engelse piloot genaamd Guy Conran. Verder had hij gedurende de oorlog meerdere onderduikers in huis.
In de eerste vier jaar van de oorlog was Wildeboer aan geen enkele organisatie of groep verbonden. Binnen het verzet stond Wildeboer bekend onder de schuilnaam Bill. Hij woonde aan de Lunterseweg 32 in Ede. Hij had verschillende verzetslieden als buren, waaronder de familie Aartsen en Pieter van Vark die later in de oorlog gepakt en geëxecuteerd werd. In 1943 werd er via een illegale zender vanuit zijn huis uitgezonden. Nadat de zender werd verplaatst naar Nunspeet wilde Wildeboer de antenne verwijderen, maar viel daarbij van het dak en liep een verwonding op aan zijn been.
Op het moment dat Wildeboer gewond op bed lag ging er op 29 april 1943 een bevel uit dat alle militairen van de voormalige Nederlandse krijgsmacht wederom in krijgsgevangenschap moesten. Wildeboer hees zich in de kleren en waarschuwde zoveel mogelijk mensen geen gehoor te geven aan de oproep en was bereid een extra hypotheek op zijn huis te nemen om mensen financieel te kunnen steunen. Dat bleek uiteindelijk niet nodig, omdat de LO garant stond voor de ondersteuning van de gezinnen van onderduikers. Wildeboer zelf moest zich op 7 mei 1943 melden, maar besloot onder te duiken, terwijl zijn vrouw op 26 mei beviel van een baby. Een huiszoeking van de Groene Politie op 8 juni leverde niets op. Aanvankelijk zat Wildeboer nog in de buurt ondergedoken, maar op verzoek van zijn vrouw dook hij onder bij familie in Heerlen. Door zijn niet-Limburgse accent kon hij zich daar moeilijk over straat bewegen. Bovendien had hij zoveel heimwee, dat hij na een paar weken weer terugkeerde naar Ede. Hij sliep voortaan 's nachts in een schuilplaats achter het huis.
Samen met Maas van Grootheest hielp hij op 6 november 1943 Christiaan van Schuppen, die gearresteerd was vanwege "jodenbegunstiging", te ontsnappen vanuit het Edese politiebureau.
Naarmate het einde van de oorlog naderbij kwam, drong de Nederlandse regering in Londen er op aan dat de verzetsgroepen hun krachten zouden bundelen en onder één koepelorganisatie zouden vallen: de Nederlandse Binnenlandse Strijdkrachten (NBS of ook wel BS). De verschillende Edese verzetsgroepen gaven daar navolging aan en vormden een organisatie. Zij vroegen Wildeboer als plaatselijk commandant.
Amper twee weken later begon de Slag om Arnhem, waarbij duizenden Britse parachutisten bij Renkum, Wolfheze en op de Ginkelse Heide landden. De slag eindigde in een nederlaag voor de geallieerden. Het Edese verzet kreeg het vooral druk in de periode daarna, omdat honderden Britse airborne militairen op bezet grondgebied waren achtergebleven. Het Edese verzet kon de grote aantallen bijna niet aan. Daarom schakelde Wildeboer de Engelse majoor Digby Tatham-Warter in die hielp bij de organisatie van de achtergebleven parachutisten. Hij verbleef bij Wildeboer in huis. Naast zijn huis was een ondergrondse schuilplaats.
Samen met Driekus van de Pol, David Dobie en Tatham-Warter ontwierp Wildeboer een ontsnappingsplan. Onder de codenaam Pegasus I werden in de maand oktober 138 militairen de Rijn overgezet. Operatie Pegasus II op 18 november 1944 liep op een mislukking uit, met als gevolg dat verschillende verzetsleden werden gepakt en later gefusilleerd. Ook de arrestatie van Wildeboers (joodse) koerierster Didi Roos op 17 november 1944 was een flinke klap voor hem. Zij overleefde de oorlog en trouwde daarna met Marcel Hertz die ook voor Wildeboer werkzaam was. Voor Wildeboer was de arrestatie van Didi Roos wel aanleiding om samen met zijn gezin onder te duiken. De Duitse soldaten die in zijn huis gelegerd waren vroegen zich af of zij melding moesten maken van zijn plotselinge verdwijning. Een paar dagen later werd het huis van de familie geplunderd door de Sicherheitsdienst.
Kort na een wapendropping in de nacht van 8 op 9 maart 1945 werden 19 verzetslieden gepakt door de Duitsers, waarvan zestien werden geëxecuteerd en één in gevangenschap zelfmoord pleegde. Een week voor de fatale dropping had er al een andere wapendropping plaats gevonden op hetzelfde terrein in de buurt van Lunteren. Er was een discussie binnen de leiding van het verzet ontstaan of het wel veilig was hetzelfde terrein amper een week later weer te gebruiken. Met name Evert Jan van Spankeren was tegen. Wildeboer sprak met hem af dat zijn verzetsgroep het terrein eerst een aantal dagen in de gaten zou houden om er zeker van te zijn dat de Duitsers geen bijzondere interesse hadden voor het gebied. Vanuit Londen kwam echter via de geheim agent François Beckers bericht dat de dropping al dezelfde dag doorgang zou vinden. Van Spankeren wilde daaraan niet meewerken. Vijf leden van Van Spankerens verzetsgroep die het terrein in de gaten hielden zaten evenwel al op het terrein. Zij werkten wel mee, voor vier van hen met fatale gevolgen.
Na de fatale wapendropping was de  kans was groot dat de Duitsers door verhoren achter de verblijfplaats van veel andere verzetsleden, waaronder Wildeboer, zouden komen. Wildeboer verliet daarom samen met zijn gezin het hotel De Leperkoen, waar hij op dat moment al enige tijd verbleef. De verzetsman vertrok naar Barneveld, waar hij op 17 april de bevrijding meemaakte. Na de oorlog verklaarde de Nederlandse collaborateur Ries Jansen dat de SD al in november 1944 wist dat hij leiding gaf aan het verzet in Ede. Via een transportmedewerker uit Lunteren had Ludwig Heinemann een foto van hem verkregen.

### Na de oorlog
Wildeboer was een van de initiatiefnemers voor de bouw van het Mausoleum, waar dertig omgekomen Edese verzetsstrijders zijn bijgezet. Tijdens de ceremoniële bijzetting van adjudant-onderofficier Pieter van Vark op 12 december 1945 las Wildeboer de namen voor van alle omgekomen Edese verzetsmensen.
In 1949 werd Wildeboer in de rang van reserve-kapitein toegevoegd aan de staf van het district Arnhem van de Nationale Reserve.
Wildeboer was tevens actief voor het Nationaal instituut Steun Wettig Gezag (SWG), district Veluwe. Dit instituut werd in 1948 aan het begin van de Koude Oorlog opgericht en spande zich in voor de vorming van gewapende vrijwilligerseenheden ter verdediging van het vaderland tegen revolutionaire, met name communistische staatsgrepen.

## Persoonlijk
Wildeboer was getrouwd met Hilletje Voskuil. Uit het huwelijk kwamen twee dochters voort. 
In 1946 ontving hij de Amerikaanse Medal of Freedom met gouden palm. Ook werd hem de Most Excellent Order of the British Empire (MBE) verleend.
Op 10 april 1953 werd Wildeboer bij Koninklijk Besluit de Bronzen Leeuw toegekend. Deze onderscheiding werd hem op 29 juni 1954 uitgereikt in Haarlem.
Derk Wildboer overleed op 20 november 1956 op 53-jarige leeftijd in het militaire hospitaal in de wijk Oog in Al in Utrecht.
Wildeboer ontving postuum het Verzetsherdenkingskruis.